# SBS (polskie przedsiębiorstwo)
SBS Sp. z o.o. – największa pod względem liczebności i obrotu sieć hurtowni z branży instalacyjnej, sanitarnej i grzewczej w Polsce. Została założona w 1998 roku jako stowarzyszenie 20 czołowych firm handlowych z terenu centralnej Polski.
Obecnie SBS działa jako spółka z o.o. i współpracuje z ponad 90 hurtowniami posiadającymi łącznie powyżej 170 punktów handlowych na terenie całego kraju. W swojej ofercie firma posiada ponad 250 000 produktów, w tym artykuły należące do marek własnych Keller, Delfin i Nanopanel.

## Historia
- 1998 – rejestracja stowarzyszenia Grupa SBS skupiającego 20 czołowych polskich firm handlowych z branży instalacyjnej, sanitarnej i grzewczej zlokalizowanych na terenie centralnej Polski[2]
- 2000 – rozszerzenie działalności na teren całego kraju, dzięki któremu firma staje się jednym z największych graczy na rynku
- 2002 – przekształcenie stowarzyszenia w SBS sp. z o.o. Spółka przejmuje logistyczną i marketingową obsługę Grupy, co pozwala na zmniejszenie kosztów dystrybucji produktów, rozszerzenie asortymentu oraz podniesienie sprawności organizacyjnej
- 2004 – wprowadzenie marek własnych Keller (instalacje grzewcze i sanitarne) oraz Delfin (produkty wyposażenia łazienek oraz kuchni)
- 2005 – wyróżnienie miesięcznika Łazienka za podtynkowy zestaw spłukujący Delfin
- 2006 – wyróżnienie Gazela Biznesu
- 2007 – wyróżnienie Gazela Biznesu[3]
- 2008 – obrót spółki przekracza granicę miliarda złotych[4]
- 2009 – otworzenie Magazynu Centralnego w Łodzi
- 2010 – rozszerzenie grupy marek własnych o kolejny brand – Nanopanel (grzejniki płytowe wysokiej jakości), wyróżnienie Diament Miesięcznika Forbes[5]
- 2011 – SBS po raz pierwszy na Liście 500 największych polskich firm tygodnika Polityka[6], wyróżnienie Perła Polskiej Gospodarki magazynu Polish Market[7]
- 2014 – SBS po raz pierwszy na Liście 500 dziennika Rzeczpospolita[8]

- 2015 - zorganizowane zostały V. Targi Grupy SBS w Strykowie k. Łodzi. Wydarzenie to otrzymało 2. lokatę w plebiscycie "Branżowe Wydarzenie Roku 2015"[9].

- Grupa Euler Hermes przyznała SBS sp. z o.o. certyfikat Złoty Płatnik 2015. Średni wskaźnik moralności płatniczej w Polsce w 2015 roku wyniósł 58 punktów, wynik SBS to 99 punktów.
- sterowniki elektroniczne Keller do c.o. i c.w.u. zdobyły pierwsze miejsce w kategorii Automatyka plebiscytu „System Instalacyjny Roku 2015”, uzyskując aż 27% wszystkich oddanych głosów.
- 8 kwietnia 2015 r. w Łodzi odbyło się inauguracyjne posiedzenie kierownictwa Polskiego Związku Pracodawców Hurtowni Branży Grzewczej, Sanitarnej, Klimatyzacji i Wentylacji SHI. Tym samym Grupa SBS została członkiem ZHI. SHI, jako jeden z podmiotów rynku materiałów instalacyjnych, liczy na ścisłą współpracę z przemysłem, organizacjami wykonawców i projektantów, z targami oraz wydawnictwami branżowymi - z każdym, komu zależy na harmonijnym i bezpiecznym rozwoju branży. 
Jakiś czas potem SHI zmieniło nazwę na ZHI (POLSKI ZWIĄZEK PRACODAWCÓW HURTOWNI BRANŻY GRZEWCZEJ, SANITARNEJ, INSTALACYJNEJ, KLIMATYZACJI I WENTYLACJI).
- 2016 – Grupa SBS odnotowała najlepsze wyniki sprzedaży w historii, bardzo wysoki przyrost (aż 548 mln zł netto, wzrost o ok. 10%).[13]

-  Grupa znalazła się ponownie na „Liście 500 Największych Polskich Przedsiębiorstw”, zajęła 491. pozycję
- na liście 2000 „Rzeczpospolitej” Grupa zajęła 691 miejsce
- podczas Targów Instalacje 2016 Europejski Instytut Miedzi przyznawał statuetki „Za promowanie miedzi w systemach instalacyjnych”. Grupa SBS znalazła się w gronie nagrodzonych firm.  
- 2017 – Grupa obchodziła 15 lecie działalności. Z tej okazji został przeprowadzony rebranding logotypów marek domowych SBS: KELLER, NANOPANEL, DELFIN[15].

-  Grupa rozpoczęła publikację wewnętrznego czasopisma branżowego – „Magazynu Grupy SBS”.
-  została opublikowana 19. edycja listy 500 „Rzeczpospolitej". Grupa SBS ulokowała się na 471 pozycji w tym rankingu.
-  Grupa SBS otrzymała Perłę Polskiej Gospodarki w kategorii Perły Duże, zajmując wysoką 13. Lokatę
- 2018 - w Rankingu 2000 „Rzeczpospolitej” Grupa znalazła się na 611. pozycji. To wzrost o 80 lokat w stosunku do wcześniejszej edycji[19].

- publikacja XX jubileuszowej edycji zestawienia Listy 500 „Rzeczpospolitej” okazała się dla Grupy SBS kolejnym kamieniem milowym. Grupa awansowała o 12 lokat i uplasowała się na 459. pozycji.
- Grupa w rankingu Perły Polskiej Gospodarki awansowała na 8. pozycję i znalazła się w pierwszej dziesiątce przedsiębiorstw w kategorii Perły Duże.
- 2019 - Grupa SBS została nominowana i zwyciężyła w plebiscycie Polecane Przez Polskich Instalatorów, organizowanym przez  Ogólnopolskie Stowarzyszenie Firm Instalacyjnych i Serwisowych, w kategorii „Firma przyjazna instalatorom”[22].

- w kategorii „Produkt roku” w tym samym plebiscycie nominację otrzymała podłogówka KELLER Floor.
- publikacja XXI edycji zestawienia Listy 500 „Rzeczpospolitej” przyniosła Grupie 448. pozycję w rankingu.
- Grupa SBS w pierwszej piątce rankingu „Perły Polskiej Gospodarki” 2019 w kategorii Perły Duże.